# جون فان دي غير
جون فان دي غير (بالهولندية: John van de Geer)‏ هو أستاذ جامعي وعالم نفس هولندي، ولد في 21 يونيو 1926 في روتردام في هولندا، وتوفي في 9 فبراير 2008.